# Juan Bautista Yepes Bedoya
Juan Bautista Yepes Bedoya es un oficial del Ejército Nacional de Colombia. Fue Jefe de Estado Mayor Conjunto de las Fuerzas Militares desde diciembre de 2017 hasta diciembre de 2018.
Ingresó a la Escuela Militar de Cadetes General José María Córdova el 1 de junio de 1981, ascendido al grado de Subteniente el 5 de junio de 1984. Es Administrador de Empresas egresado de la Universidad Cooperativa de Colombia, así mismo es profesional en Ciencias Militares. Durante su carrera ha adelantado cursos militares de lancero y paracaidismo.
Tiene el rango de General.

## Cargos
- Subjefe de Estado Mayor Conjunto Operacional.
- Jefe de Operaciones del Ejército.
- Comandante Primera División del Ejército.
- Comandante Fuerza de Tarea Conjunta Nudo de Paramillo.
- Comandante Segunda Brigada del Ejército.

## Distinciones
- Orden del Mérito Militar Antonio Nariño, categoría Oficial y Comendador
- Orden del Mérito Militar José María Córdoba, categoría Oficial, Comendador y Gran Oficial
- Orden de Boyacá, categoría Gran Oficial
- Orden al Mérito Seguridad Presidencial, 1 Vez
- Medalla Organización Naciones Unidas
- Medalla al Mérito Fondo Rotatorio del Ejército, categoría Única
- Medalla por Tiempo de Servicio 15, 20, 25 y 30 años
- Medalla Servicios Distinguidos en Orden Público, 1 y 2 Vez Medalla Fe en la Causa, categoría Única